# Джеймс Моріс Гевін
Джеймс Моріс Гевін (англ. James Maurice "Jumpin' Jim" Gavin, | dʒeɪmz ˈmɒrɪs ˈɡævɪn |; нар. 22 березня 1907 — пом. 23 лютого 1990, Балтимор, штат Меріленд) — американський воєначальник, генерал-лейтенант армії США (1944), один з основних теоретиків та практиків застосування повітрянодесантних військ США, командир 82-ї повітрянодесантної дивізії під час Другої світової війни.

## Біографія
Джеймс М. Гевін народився в сім'ї емігрантів з Ірландії, в Брукліні, Нью-Йорк, 22 березня 1907. У 1909 році був усиновлений сім'єю Мартіна та Мері Гевін, працівниками вугільної шахти з Маунт-Кармель, Пенсільванія.

### Військова служба
1 квітня 1924 року, після втечі з будинку приймальних батьків Джеймс М. Гевін, приховавши свій вік, завербувався в Армію США і потрапив служити до Панами, в берегову артилерію Форт-Шерман, де проходив службу як номер обслуги 155-мм гармати берегової оборони. У 1925 році поступає у Вест-Пойнт, який успішно закінчує в червні 1929 р., отримавши первинне офіцерське військове звання — другий лейтенант. Після закінчення коледжу почав проходження служби в піхотній школі армії США у Форт Беннінг, штат Джорджія, якою керував полковник Джордж С. Маршалл, майбутній начальник штабу Армії США, державний секретар та Міністр оборони США.
У 1936—1938 рр. Гевін проходить службу на Філіппінах. По поверненню на територію Штатів отримує звання капітана і призначається командиром роти в 7-му піхотному полку у Ванкувер-Барракс, неподалік Вашингтона, звідки незабаром він прямує для подальшого проходження служби на посаду інструктора у Вест-Пойнт, де заслужив славу найкращого вчителя, не тільки серед колективу викладачів і командування коледжу, а й серед студентів. Там Гевін захоплюється ідеєю застосування повітрянодесантних військ. Особливий інтерес викликав в ньому досвід повітрянодесантної операції проведеною німцями при захопленні форту Ебен-Емейль в Бельгії в травні 1940. При першій же згадці про набір добровольців для проходження служби в новому роді військ — повітряно-десантних військах — Гевін негайно подає рапорт про переведення і у квітні 1941 року він включається до складу кандидатів.

### Друга світова війна
З липня проходить програму підготовки десантних військ в Школі повітряно-десантних військ у Форт-Беннінге, яку успішно закінчує і з серпня 1941 стає командиром парашутно-десантної роти знов створеного 505-го парашутно-десантного батальйону. У цей період Гевін посилено займається вивченням досвіду застосування повітряних десантів арміями СРСР і Німеччини, і власними дослідженнями, завершивши це розробкою першої настанови щодо тактики дій ПДВ США, яке називалося «Тактика і Техніка застосування ПДВ» (англ. FM 31-30: “Tactics and Technique of Air-Borne troops”).
У серпні 1942 він призначається командиром 505-го парашутно-десантного полку, і незабаром отримує звання полковник. Командуючи полком, Гевін постійно проводив час на польових заняттях, виконуючи стрибки з парашутом, здійснюючи багатокілометрові марші зі своїми підрозділами, проводячи складні тактичні задачі і тренування, які, як правило, сам же і розробляв. І завжди він був серед перших. Він створив головний образ американського офіцера-десантника:
«Першим покидати борт літака, останнім — в черзі на роздачі в їдальні» («the first out of the airplane door and the last in the chow line»).
Цей принцип — бути попереду — залишається основоположним для кожного офіцера-десантника й понині.
У лютому 1943 р. 82-га повітряно-десантна дивізія була призначена для проведення першої бойової повітряно-десантної операції під час вторгнення на острів Сицилія. Гевін зробив своє резюме:
«Це дуже хвилює і відповідально, що 505-й полк буде першим в історії наших збройних сил, кому доручено виконання цього завдання».
Протягом 1943 року Гевін двічі бере участь у бойових операціях в тилу противника: Сицилійської та Салернської повітряно-десантних.
6 червня Гевін десантується у Франції під час проведення операції «Нептун» (повітряно-десантна операція, частина операції «Оверлорд»).
У вересні 1944 в ході проведення операції «Маркет-гарден» Гевін вперше вів рідну 82-гу дивізію в бій як її командир.
Бригадний генерал Джеймс М. Гевін десантувався на чолі своєї дивізії 17 вересня в районі річки Маас. Дивізія мала завдання: захопити максимальну кількість мостів через річку Маас і канал Вааль у районі Неймегена, а також з ходу захопити пануючі Гросбекські висоти. В ході десантування генерал отримав серйозну травму спини (як показало медичне обстеження через 5 років, він пошкодив під час стрибка 2 хребетних диска), але продовжував виконання бойового завдання до самого кінця операції. Після проведення операції, дивізія залишалася в цьому районі ведення бойових дій до 13 листопада.

### Після війни
Після закінчення Другої світової війни генерал-майор Гевін був призначений керівником центру досліджень і розвитку Армії. На цієї посаді він продовжив дослідження нових форм і способів застосування повітряно-десантних військ особливо у світлі появи на полі бою вертольотів; досліджував можливості десантування в тил супротивника броньованих машин. Його роботи лягли в основу застосування військ в ході війни у В'єтнамі.
У 1958 році у званні генерал-лейтенанта Гевін пішов у відставку.
У період з 1961 по 1962 служить послом США у Франції на прохання президента США Кеннеді.

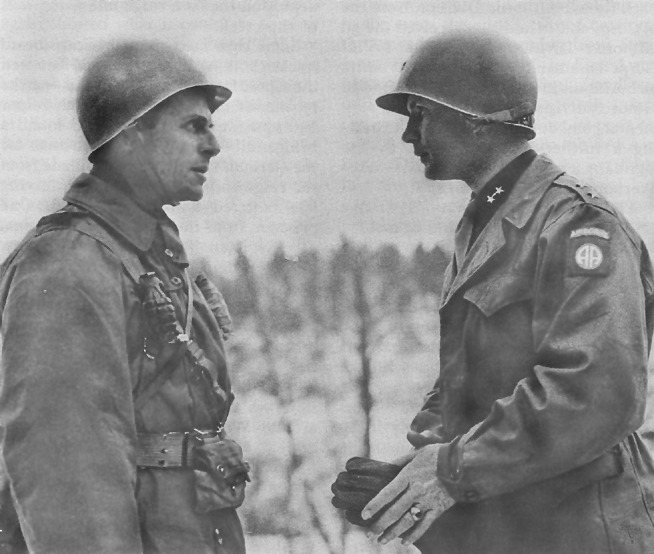
Командир 82-ї ПДД генерал-майор Джеймс Гевін із генерал-майором Метью Ріджвеєм під час оборонних боїв у ході Арденнської операції. 19 грудня 1944 р.

## Твори Джеймса М. Гевіна
- Повітряно-десантна війна (англ. Airborne warfare) (1947)
- Війна і мир в космічну еру (англ. War and Peace in the Space Age) (1958)
- Криза сьогодні (англ. Crisis Now) (1968)
- На Берлін: Битви командира-десантника 1943—1945 (англ. On to Berlin, Battles of an Airborne Commander) (1976)
- Франція та Громадянська війна (англ. France and Civil War)